# برايان فوغلر (لاعب كرة قدم)
برايان فوغلر (بالإنجليزية: Brian Vogler)‏ هو لاعب كرة قدم أسترالي، ولد في 30 مايو 1932، وتوفي في 6 مايو 2009.

## وصلات خارجية
- برايان فوغلر على موقع ناشيونال فوتبول تيمز (الإنجليزية)
- برايان فوغلر على موقع أوليمبيديا (الإنجليزية)
- برايان فوغلر على موقع اللجنة الأولمبية الأسترالية (الإنجليزية)